# FCアカデミア・キシナウ
FCアカデミア・キシナウ（ルーマニア語: Fotbal Club Academia Chișinău）は、モルドバのキシナウをホームタウンとするサッカークラブ。

## 歴史
クラブは2006年6月2日に創設された。6月14日に正式に登録され、2006-07シーズンはディヴィジアAに参加した。2008年、モルドバ工科大学（UTM）と提携し、クラブ名はFCアカデミアUTMキシナウに変更された。2007-08シーズンは3位になり、ディヴィジア・ナツィオナラに初昇格した。
2012年、FCアカデミア・キシナウに改称した。